# La Meilleraie-Tillay
La Meilleraie-Tillay é uma comuna francesa na região administrativa da Pays de la Loire, no departamento de Vendéia. Estende-se por uma área de 20,13 km². Em 2010 a comuna tinha 1 541 habitantes (densidade: 76,6 hab./km²).